# Nasser Nouraei
Nasser Nouraei  (Teerã, 16 de junho de 1954) é um antigo futebolista iraniano.

## Clubes
Nouraei jogou pelos  Homa F.C. e pelo Persepolis F.C..

## Carreira internacional
Nasser Nouraei jogou pela Seleção Iraniana de Futebol, tendo participado na Copa do Mundo de 1978, realizada na Argentina.